# Hartlaubweber
Der Hartlaubweber oder Hartlaub-Wida (Euplectes hartlaubi) zählt innerhalb der Familie der Webervögel (Ploceidae) zur Gattung der Feuerweber (Euplectes).
Die Namensbezeichnung erfolgte zu Ehren des Zoologen Gustav Hartlaub.

## Merkmale
Der Hartlaubweber ist etwa 18 cm groß, mit dem sehr langen schwarzen Schwanz im Prachtkleid bis 36 cm.
Der Vogel hat einen kräftigen hellen, konischen Schnabel, schwarze Augen und rostbraune Beine.
Das Männchen ist blass orange – gelblichbraun an den Schultern und im Prachtkleid schwarz.
Im Schlichtkleid ist er wie das Weibchen ockerfarben, mit hellem Überaugenstreif, auf der Oberseite schwärzlich, gelblichbraun auch auf der Unterseite gestrichelt.

## Verbreitung und Lebensraum
Dieser Weber ist in sumpfigem Grasland und in der Nähe bewirtschafteter Flächen zu finden sowie über schilfbestandenen Wasserflächen von 1100–1800 m.

## Geografische Variation
Es werden folgende Unterarten anerkannt:
- E. h. humeralis (Sharpe, 1901) – Hochland von Nigeria, Kamerun, Gabun, im Süden der Republik Kongo und der Demokratischen Republik Kongo, im Westen und Süden Ugandas und im Westen Kenias, ähnelt dem Stummelweber, aber mit anderer Schulterfarbe
- E. h. hartlaubi (Bocage, 1878), Nominatform – Angola, im Südosten der Demokratischen Republik Kongo, im Norden Sambias und im äußersten Westen Tansanias im Ufipa-Distrikt, Nominatform ähnelt dem Reichenowweber, aber die Schulter ist nicht gelb, sondern orange, und der Schwanz ist kürzer

## Ernährung
Hartlaubweber ernähren sich von Pflanzensamen, Insekten und kleineren Früchten, stöbern meist in kleinen Gruppen nach Nahrung.

## Fortpflanzung
Die Brutzeit liegt in Uganda im Mai, in Angola und Sambia zwischen Dezember und Februar, in der Demokratischen Republik Kongo zwischen Januar und März. Die Vögel leben polygyn.

## Gefährdungssituation
Der Hartlaubweber gilt als nicht gefährdet (Least Concern).